# Нак
Нак (нім. Nack) — громада в Німеччині, розташована в землі Рейнланд-Пфальц. Входить до складу району Альцай-Вормс. Складова частина об'єднання громад Альцай-Ланд.
Площа — 5,56 км2. Населення становить 621 ос. (станом на 31 грудня 2020).